# Yvytyiguá
Ivytyguá (Yvytyiguá, Yvytyigua).- maleno pleme Guarani Indijanaca, porodica Tupian, nastanjeno prema Nimuendajú (1914) (navodi ga Metrauxu), u ranom 20. stoljeću, na području Serra do Diabo, u brazilskoj državi Paraná. 
Ove Indijance posjetili su i braća Seljan koji ih nazivaju kolektivnim imenom Cayua (vidi Cainguá), a Metraux ih je identificirao kao Ivytyguá. Seljani su ostavili nešto etnografskog materijala koji se odnosi na nošenje labrete izrađene od smole, i probijene kroz donju usnu. 